# H-12 Semko
H-12 „Semko” – polski uniwersalny holownik projektu B860 służący w 8 Flotylli Okrętów Marynarki Wojennej, zaprojektowany w Polsce i zbudowany w stoczni Remontowa Shipbuilding w Gdańsku jako czwarta jednostka z sześciu zamówionych przez Inspektorat Uzbrojenia MON.  

## Budowa i służba
Holownik zwodowano 20 listopada 2019 roku. Matką chrzestną została Marzena Gańcza – dyrektor Zespołu Szkół Morskich w Świnoujściu. 17 listopada 2020 został podpisany protokół zdawczo-odbiorczy między stocznią a Inspektoratem Uzbrojenia. 9 grudnia na holowniku H-12 Semko podniesiono banderę jednostek pomocniczych MW. Okręt wszedł do służby w 8 Flotylli Obrony Wybrzeża, w 12 Wolińskim Dywizjonie Trałowców. Pierwszym dowódcą H-12 został chor. mar. Grzegorz Ciecierski.

## Dane taktyczno - techniczne
Holownik posiada 29,2 m długości i szerokość wynoszącą 10,4 m. Wyporność holowników jest szacowana na 490 ton, uciąg jest szacowany na ponad 35 ton. Jednostkę napędzają dwa silniki wysokoprężne, każdy o mocy 1200 kW, pracujące na dwa pędniki azymutalne. Załoga holownika liczy 10 ludzi. Holownik nie będzie prowadził działań wyłącznie holowniczych w strukturach sił Marynarki Wojennej. Inne zadania to: podejmowania z wody materiałów niebezpiecznych i torped, transport osób i zaopatrzenia oraz neutralizacja zanieczyszczeń. Dodatkowo: przy wsparciu akcji ratowniczych, wsparciu logistycznym na morzu i w portach oraz wykonywaniu działań związanych z ewakuacją techniczną. Ostatnim z wykonywanych przez holowników zadań jest zabezpieczenie bojowe.